# Demokratische Gemeinde
Die Demokratische Gemeinde (DEMO) ist eine deutsche Fachzeitschrift für Kommunalpolitik und Fachorgan der Sozialdemokratischen Gemeinschaft für Kommunalpolitik (Bundes-SGK). Sie richtet sich an die kommunale Politik, Verwaltung und Wirtschaft, also an Bürgermeister, Dezernenten, Beigeordnete und Fraktionen in Städten, Gemeinden und Kreisen sowie den Ländern und dem Bund.

## Geschichte
Die erste Ausgabe erschien im Oktober 1949 als Monatsschrift für kommunale Politik in Stadt und Land. Die „Demokratische Gemeinde“ folgte damit auf die Zeitschrift für kommunalpolitische Praktiker „Die Gemeinde“, Halbmonatsschrift für sozialistische Arbeit in Stadt und Land, erschienen von 1924 bis zum Verbot 1933 im Verlag J.H.W. Dietz Nachf. Bonn.
Erster Schriftleiter der Demokratischen Gemeinde war der damalige Stadtdirektor der Stadt Hemer, Heinz Hoose. Die Chefredakteure seitdem waren Hermann Fischer (1955–1967), Karlheinz Böhm (1967–1971), Heinz Höller (1971–1983), Ansgar Burghof (1983–1997), Hendrik Zörner (1997–1998) Stefan Grönebaum (1998–2010) Fréderic Verrycken (2010–2011), Barbara Behrends (2011 – 2015). Seit Mai 2015 ist Karin Nink Chefredakteurin der DEMO.
Herausgeber der DEMO war von 2009 bis 2016 Norbert Bude, Oberbürgermeister von Mönchengladbach und Vorsitzender der Bundes-SGK. Seit 2016 ist Frank Baranowski Vorsitzender der Bundes-SGK und Herausgeber der DEMO.
Die Demokratische Gemeinde erscheint bei der Berliner vorwärts Verlagsgesellschaft, dem Verlag des SPD-Parteiorgans Vorwärts, der eine vollständige Tochter der SPD-Medienholding ddvg ist.